# Plasmodium knowlesi
Plasmodium knowlesi je parazit běžně se vyskytující v Jihovýchodní Asii, který způsobuje malárii u makaků, především u druhů makak jávský a makak vepří. Vyskytují se ale i případy nakažení lidí, kteří pracují či žijí v oblastech, kde se tyto hostitelské druhy makaků vyskytují. Jeho stavba těla je podobná Plasmodium falciparum a jeho propuknutí trvá jen 24 hodin.